# Furth (Schwanstetten)

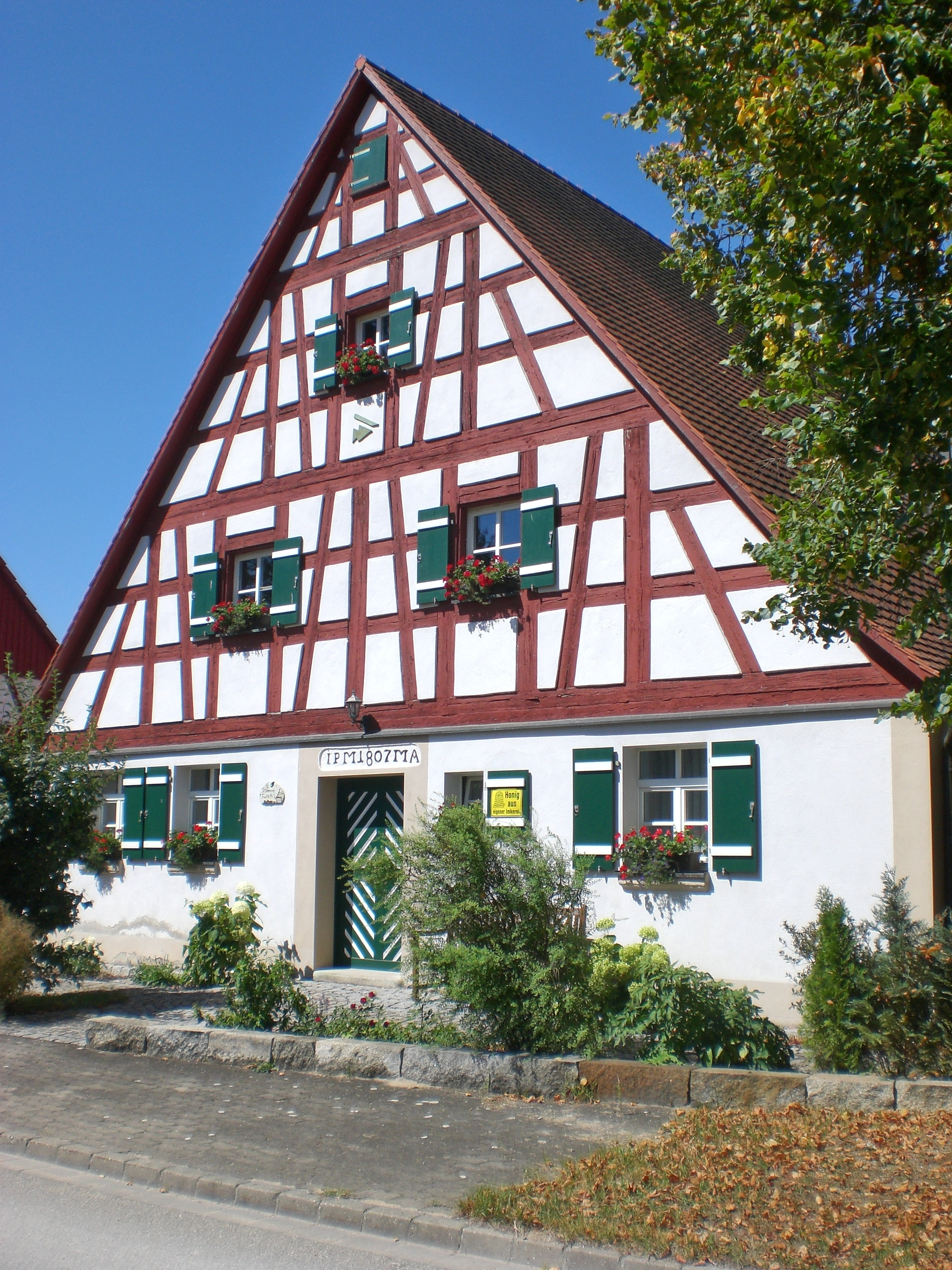
Bauernhaus in Furth

Furth ([fʊʁt] ⓘ, fränkisch: Foad) ist ein Gemeindeteil des Marktes Schwanstetten im Landkreis Roth (Mittelfranken, Bayern). Furth liegt in der Gemarkung Leerstetten.

## Lage
Das Dorf liegt in einer Rodungsinsel am Hembach. Eine Anliegerstraße führt nach Schwand zur Kreisstraße RH 1 (2,5 km östlich).

## Geschichte
Die Gründung von Furth wie auch seiner Nachbarorte wird im 12. Jahrhundert vermutet. 1340 wurde der Ort als „Furte“ erstmals urkundlich erwähnt. Der Ortsname nimmt Bezug auf eine ehemalige Furt durch den angrenzenden Hembach. Furth wurde auch in einer Stiftungsurkunde des eichstättischen Bischofs Raban von 1372 erwähnt. 1420 kam der Ort zur Niederen Gerichtsbarkeit von Schwand und später unter dem Einfluss der Markgrafen von Ansbach.
Das Köhlerhandwerk wird seit vielen Jahrhunderten in Furth ausgeübt. Im Dreißigjährigen Krieg findet Furth keine besondere Erwähnung. Es ist daher anzunehmen, dass der Ort ebenfalls niedergebrannt oder aufgegeben war, da die älteste in situ erhaltene Bausubstanz von 1797 bis 1801 datiert.
Gegen Ende des 18. Jahrhunderts bestand Furth aus zehn Anwesen und einem Gemeindehirtenhaus. Das Hochgericht sowie die Dorf- und Gemeindeherrschaft übte das brandenburg-ansbachische Richteramt Schwand aus. Grundherren waren Brandenburg-Ansbach (Richteramt Schwand: 2 Halbhöfe, 1 Köblergut, 1 Zapfenwirtschaft; die Kirche Leerstetten: 1 Halbhof; das Spital Schwabach: 1 Halbhof mit Zapfenwirtschaft), die Reichsstadt Nürnberg (Landesalmosenamt: 2 Halbhöfe; Spitalamt Heilig Geist: 1 Halbhof) und die Patrizier von Holzschuher (1 Halbhof).
Von 1797 bis 1808 unterstand Furth dem Justiz- und Kammeramt Schwabach. 1806 kam der Ort an das Königreich Bayern. Im Rahmen des Gemeindeedikts wurde 1808 Furth dem Steuerdistrikt Leerstetten und der 1818 gebildeten Ruralgemeinde Leerstetten zugeordnet.
Im Zweiten Weltkrieg fiel am 8. März 1943 eine Sprengbombe auf Furth, welche die Straße nach Schwand traf, ohne jedoch größeren Schaden anzurichten. Zwei gefangene russische Offiziere wurden bei Kriegsende, als sie im Wald bei Furth lagerten, von Tieffliegern erschossen und dort nahe der Brücke nach Schwand beerdigt. In und nach dem Krieg kam es zu etlichen Einquartierungen.
Im Zuge der Gebietsreform in Bayern, wurde Furth am 1. Mai 1978 nach Schwanstetten eingemeindet.
Der Ort ist auch heute noch größtenteils land- und forstwirtschaftlich orientiert. Die Köhlerei wird, nach Protesten neu zugezogener Bürger, nur noch im musealen Umfang zwei bis sechsmal jährlich betrieben.

### Baudenkmäler
Es gibt in Furth sechs Baudenkmäler:
- Haus Nr. 1 und 6: Wohnstallhäuser
- Haus Nr. 5 und 8: Bauernhäuser
- Haus Nr. 2: dazugehörige Scheune
- Haus Nr. 12a: ehemaliges Austragshaus

### Einwohnerentwicklung
| Jahr      | 001818 | 001840 | 001861 | 001871 | 001885 | 001900 | 001925 | 001950 | 001961 | 001970 | 001987 | 002006 |
| Einwohner | 69     | 67     | 80     | 64     | 69     | 50     | 51     | 77     | 61     | 53     | 61     | 90     |
| Häuser    | 15     | 15     |        |        | 14     | 14     | 12     | 11     | 11     |        | 17     |        |
| Quelle    | [ 14 ] | [ 15 ] | [ 16 ] | [ 17 ] | [ 18 ] | [ 19 ] | [ 20 ] | [ 21 ] | [ 22 ] | [ 23 ] | [ 24 ] |        |

## Religion
Furth ist seit der Reformation evangelisch-lutherisch geprägt und bis heute nach St. Peter und Paul (Leerstetten) gepfarrt. Die Katholiken sind nach Heilig Kreuz (Plöckendorf) gepfarrt.